# 白花卷瓣兰
白花卷瓣兰（学名：Bulbophyllum khaoyaiense）为兰科石豆兰属下的一个种。

## 扩展阅读
- 維基物種上的相關：白花卷瓣兰